# 拉多姆縣

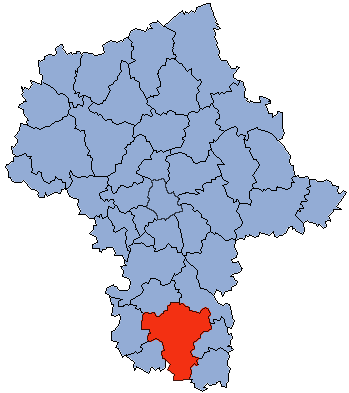

51°24′N 21°10′E / 51.400°N 21.167°E
拉多姆縣（波蘭語：Powiat radomski），是波蘭的縣份，位於該國中東部，由馬佐夫舍省負責管轄，首府設於拉多姆，面積1,530平方公里，2006年人口145,232，人口密度每平方公里95人。